# Százlábú iPad
A Százlábú iPad (eredeti címén: HumancentiPad) a South Park című amerikai animációs sorozat 210. része (a 15. évad 1. epizódja). Elsőként 2011. április 27-én sugározták az Egyesült Államokban a Comedy Central műsorán. Magyarországon 2011. december 11-én szintén a Comedy Central mutatta be.
A cselekmény szerint Kyle nem olvassa el figyelmesen az iTunes végfelhasználói licencszerződését, ezért akarata ellenére beveszik egy „forradalmian új” Apple termék létrehozásába. Eközben Cartmannek még nincs igazi iPad-je, emiatt folyamatosan édesanyját, Liane-t győzködi, hogy vegyen neki egyet.
Az epizódot a sorozat egyik megalkotója, Trey Parker írta és rendezte. A cím, valamint a fő cselekményszál Az emberi százlábú című 2009-es horrorfilm paródiája. Továbbá kifigurázzák az iPad és iPhone termékekbe beépített nyomkövető szoftvereket és a hosszadalmas végfelhasználói licencszerződéseket is.

## Cselekmény
Cartman kicsúfolja osztálytársait, amiért nincs iPadjük, de kiderül, hogy valójában neki sincsen és megalázó helyzetbe kerül. Eközben Kyle-t, aki nem olvasta el a legújabb iTunes frissítés felhasználói szerződését, az Apple gyanús külsejű ügynökei kezdik el követni. Az ügynökök a Kyle által elfogadott szerződésre hivatkozva akarják elrabolni és orvosi beavatkozásokat elvégezni rajta. Kyle elmenekül előlük és megtudja, hogy barátai vele ellentétben mind elolvasták a felhasználói feltételeket. Ezek után Kyle ügyvéd édesapja irodájában keres menedéket, de az ügynököknek sikerül elrabolniuk. Közben Cartman kínos helyzetbe hozza édesanyját egy műszaki szaküzletben, miután Liane az iPad helyett egy Toshiba HandiBook-ot ajánl fel neki. Fia dühkitörése miatt Liane úgy dönt, nem vesz neki semmit és hazamennek. Kyle-t egy börtöncellába vetik egy japán férfival és egy fiatal nővel együtt (akik hozzá hasonlóan szintén nem voltak elég figyelmes Apple-felhasználók).
Az Apple gyűlésén Steve Jobs bejelenti az új termékük prototípusát, amelyhez az elrabolt embereket felhasználják; Az emberi százlábú című filmhez hasonlóan összevarrják a szájukat az előttük lévő személy végbélnyílásával. Közben Kyle apja, Gerald megpróbál egy Apple boltban tanácsot kérni az Apple tanácsadóitól fia megmentése érdekében. Egy különös rituálé után egyetlen megoldást találnak, a PC-felhasználó Geraldnak át kell térnie az Apple-termékekre és egy családi felhasználói fiókot kell létrehoznia.
Cartman a Dr. Phil talkshow-ban nyilvánosan megvádolja édesanyját és a közönség a fiú oldalára áll. Cartman vigaszdíjként megkapja a Apple bizarr prototípusát, melynek Kyle is a része, az őt utáló Cartman legnagyobb örömére. Nemsokára megjelenik Gerald és közlik Jobsszal, hogy Kyle-t szabadon kell engedni, mert az iTunes szerződés már nem érvényes. Jobs ebbe beleegyezik, majd a dühös Cartman – mivel elrontották a szórakozását – Istent vádolja balszerencséjéért, ekkor belecsap egy villám. Az epizód végén a sebesült Cartman egy kórházi ágyban sírdogál, miközben mellette ülő anyja közömbösen olvasgat egy könyvet.